# Министерство окружающей среды Республики Молдова
Министерство окружающей среды Республики Молдова (рум. Ministerul Mediului al Republicii Moldova) — одно из 14 министерств Правительства Республики Молдова.
В 2017 году в рамках правительственной реформы в Молдове, Министерство строительства и регионального развития было переименовано в Министерство сельского хозяйства, регионального развития и окружающей среды, в которое вошло Министерство сельского хозяйства и пищевой промышленности, а также Министерство охраны окружающей среды.
В 2021 году в ходе реорганизации правительства, вновь стало самостоятельным ведомством, выделенным из состава министерства сельского хозяйства, регионального развития и окружающей среды.

## Руководство
- Министр — Сергей Лазаренку
- Генеральный секретарь — Пётр Татару
- Заместитель генерального секретаря — Ирина Пунга
- Госсекретари — Григорий Стратулат, Георгий Хаждер и Алёна Руснак

## Список министров окружающей среды Республики Молдова
| №  | Министры                  | Дата назначения | Дата освобождения | Примечания               |
| -- | ------------------------- | --------------- | ----------------- | ------------------------ |
| 1  | Аркадий Капчеля           | 12 марта 1999   | 5 сентября 2000   |                          |
| 2  | Ион Рэйляну               | 5 сентября 2000 | 19 апреля 2001    |                          |
| 3  | Георгий Дука              | 19 апреля 2001  | 5 февраля 2004    |                          |
| 4  | Константин Михэйлеску     | 19 марта 2004   | 27 февраля 2008   |                          |
| 5  | Виолета Иванова           | 31 марта 2008   | 25 сентября 2009  |                          |
| 6  | Георгий Шалару            | 25 сентября     | 5 июня 2014       |                          |
| 7  | Валентина Цапиш           | 6 июня 2014     | 18 февраля 2015   |                          |
| 8  | Сергей Палихович          | 18 февраля 2015 | 30 июля 2015      |                          |
| 9  | Валерий Мунтяну           | 30 июля 2015    | 30 мая 2017       |                          |
| —  | Ион Апостол               | 30 мая          | 26 июля 2017      | и. о.                    |
| 10 | Юлиана Кантаражиу         | 6 августа 2021  | 8 сентября 2022   |                          |
| —  | Владимир Боля             | 7 октября       | 18 ноября 2022    | и. о.                    |
| 11 | Иорданка-Родика Иорданова | 18 ноября 2022  | 13 марта 2024     | и. о. 10—16 февраля 2023 |
| 12 | Сергей Лазаренку          | 14 марта 2024   |                   |                          |